# Sorex pribilofensis
Sorex pribilofensis är en däggdjursart som beskrevs av Clinton Hart Merriam 1895. Sorex pribilofensis ingår i släktet Sorex och familjen näbbmöss. IUCN kategoriserar arten globalt som starkt hotad. Inga underarter finns listade i Catalogue of Life.
Denna näbbmus förekommer endemisk på ön St. Paul som tillhör Pribiloföarna. Den lever främst i tundran nära havet. Arten undviker öns centrum där arter av starrsläktet (Carex) dominerar. Födan utgörs av skalbaggar och andra insekter.
Arten blir med svans 9,0 till 9,5 cm lång, svanslängden är 3,5 till 3,5 cm och vikten är 3 till 4 g. Djuret påminner mycket om Sorex ugyunak som förekommer i arktiska delar av Nordamerika. Det har alltså en brun ovansida samt en ljusare undersida med en tydlig gräns mellan båda färgvarianter. Den sista kontakten till andra näbbmus ägde uppskattningsvis för 16 000 år rum.